# Ethidium bromid
Ethidium bromid (EtBr) je látka, která se v molekulární biologii využívá k detekci DNA při agarózové elektroforéze. Detekce spočívá v ozáření gelu ultrafialovým zářením, pod kterým ethidium bromid navázaný na DNA emituje světlo. Ethidium bromid se do DNA váže interkalací, vmezeřením mezi jednotlivé báze. Vzhledem k povaze vazby na DNA je ethidium bromid silný mutagen.

## Struktura a fluorescence

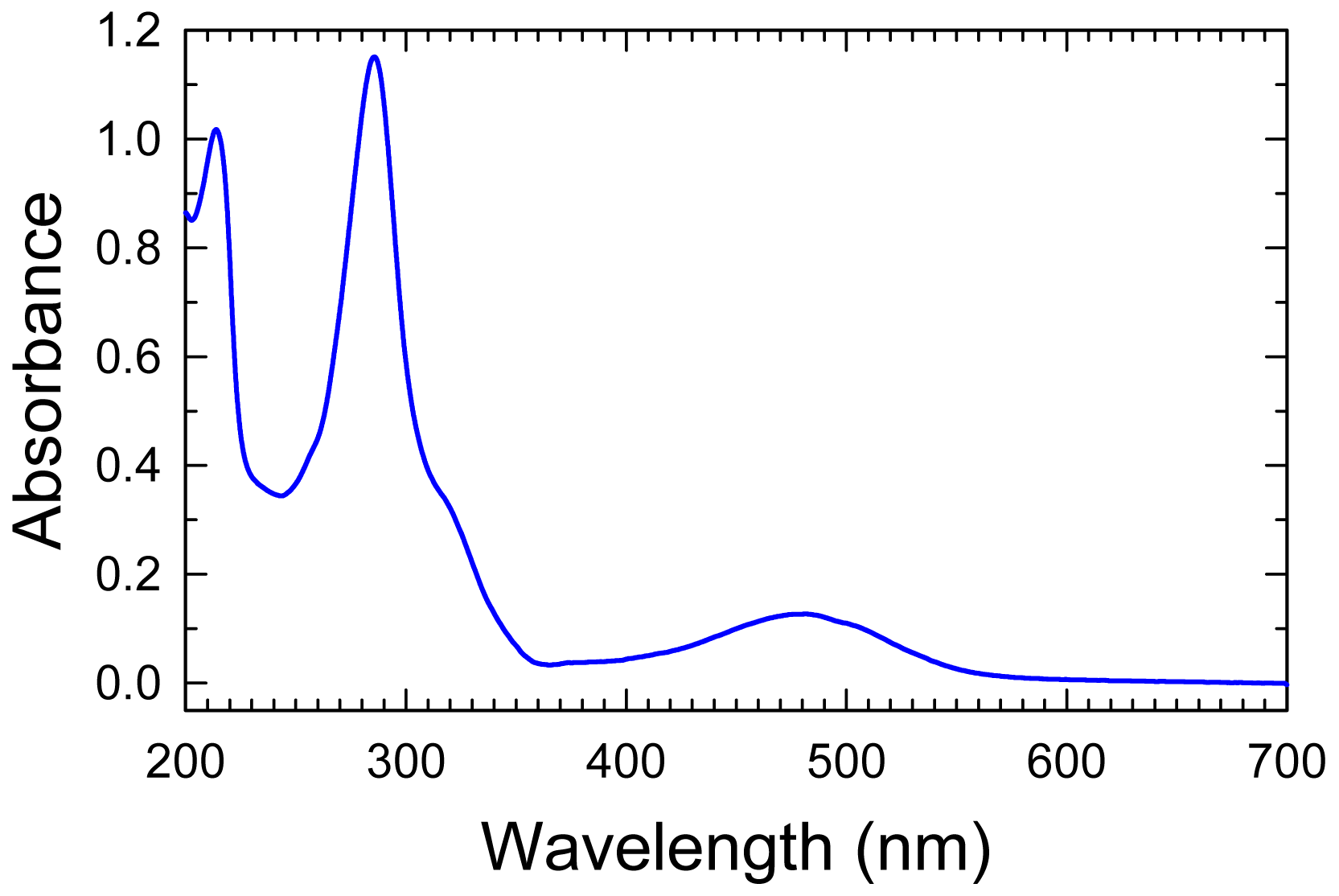
Absorpční spektrum ethidium bromidu

Ethidium bromid je tvořen heterocyklickým jádrem, které tvoří molekula fenanthridinu, což je isomer akridinu.
Fluorescence ethidium bromidu se po navázání na dvouvláknovou DNA nebo RNA zvyšuje oproti fluorescenci v roztoku více než 20×, předpokládá se, že důvodem je zhášení fluorescence molekulami vody v roztoku.
EtBr má ve vodném roztoku hlavní absorpční maxima při 210 nm, 285 nm (ultrafialové záření), excitovaný EtBr emituje světlo o vlnové délce 605 nm, které odpovídá oranžové barvě.

## Použití

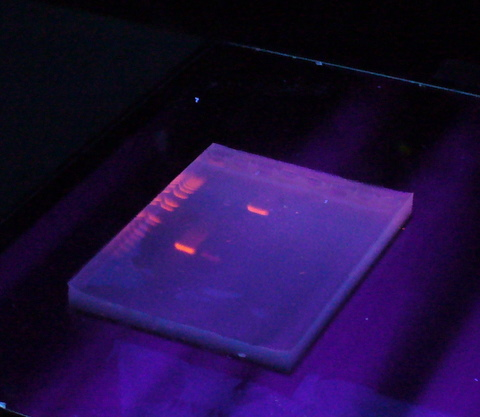
Vzorek DNA rozdělený pomocí agarózové elektroforézy a obarvený ethidium bromidem, který po vazbě na DNA pod UV emituje oranžové světlo

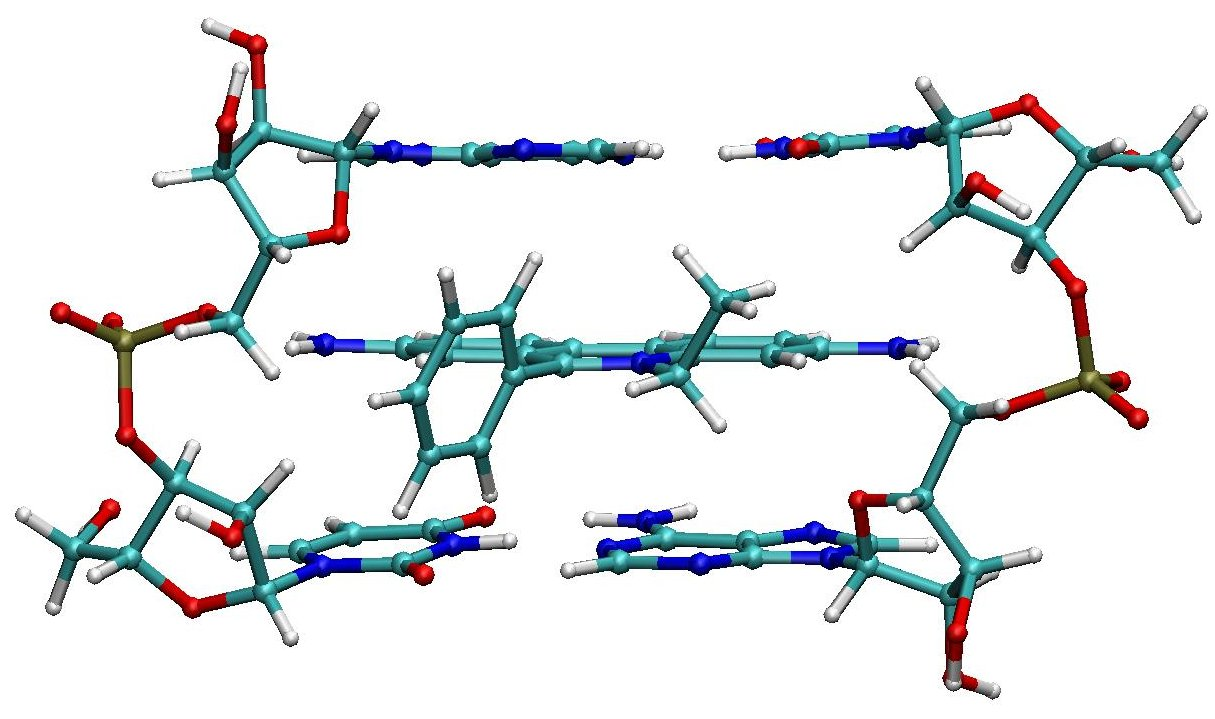
Ethidium bromid interkalovaný mezi dva páry adenin-thymin. Interkalace látek do DNA může vyvolávat mutace.

Hlavní využití ethidium bromidu v molekulární biologii je pro detekci dvouvláknové DNA při agarózové elektroforéze, ať pro kontrolu účinnosti izolace DNA, vyhodnocení PCR, restrikčního štěpení nebo další. Pomocí ethidium bromidu je možné vizualizovat i RNA, pokud elektroforéza probíhá v nedenaturujících podmínkách.
Ethidium bromid je možné nanášet přímo do vzorku, do elektroforetického pufru nebo nejčastěji do agarózového gelu, ve kterém dochází k rozdělení DNA. Protože je ethidium bromid kladně nabitý, při elektroforéze se volný ethidium bromid pohybuje opačným směrem, než záporně nabitá DNA.
Samotná detekce probíhá pod UV lampou, pod kterou ethidium bromid navázaný na DNA oranžově svítí, viz obrázek. Protože se pro detekci používá ultrafialové světlo, je nutné detekci provádět pomocí kamery nebo použít pro pozorování skleněnou desku, která UV účinně filtruje. V případě přímého pozorování je nutné používat ochranu očí filtrující UV a chránit kůži.
Kvůli nebezpečnosti ethidium bromidu se pro detekci nukleových kyselin často používají alternativy, například SYBR Green I, který má vyšší detekční schopnost a je méně mutagenní, než EtBr.
Ethidium bromid se zhruba od roku 1950 používá k léčbě trypanosomózy u dobytka. Až relativně nedávno byl přesně popsán mechanismus účinku EtBr na buňky prvoků rodu Trypanosoma, EtBr se váže na molekuly DNA v kinetoplastu a vyvolává přeměnu její struktury na Z-DNA, což blokuje její replikaci.

## Bezpečnost
Ethidium bromid se považuje za mutagen, protože se interkaluje do DNA, což mění její strukturu. Předpokládá se, že změna tohoto typu může vést k špatnému zařazení báze při replikaci DNA. Mutagenní vlastnosti ethidium bromidu byly skutečně potvrzené v Amesově testu, ale pouze po opůsobení ethidium bromidu jaterním lyzátem, což naznačuje nutnost jeho zmetabolizování. Metabolit zodpovědný za pozorovaný mutační efekt ovšem identifikován nebyl. EtBr se používá několik desetiletí v léčbě trypanosomózy u dobytka, bez pozorování mutagenního ani terratogenního efektu. Koncentrace EtBr používaná v laboratořích pro analýzu DNA při agarózové elektroforéze (0,25–1 mikrogram/ml) je výrazně pod toxickou dávkou EtBr, ale je v dostatečné koncentraci, aby EtBr mohlo narušovat dělení mitochondrií, reálný efekt doposud nebyl studovaný. Při práci s EtBr v laboratorních podmínkách se proto vyžaduje zvýšená bezpečnost práce, vyhrazení místa pro práci s EtBr a likvidace EtBr jako nebezpečného odpadu.